# Liste der Elektromotorroller
Die Liste der Elektromotorroller soll alle Elektromotorroller aufführen, die im deutschsprachigen Raum zu erhalten sind.
Die Werte „Höchstgeschwindigkeit“ und „Reichweite“ entsprechen den Angaben der jeweiligen Hersteller und können unter realen Bedingungen mehr oder weniger stark abweichen.

## Fahrzeuge bis 20 beziehungsweise 25 km/h
| Land                                       | Marke                     | Modell                             | Höchstgeschwindigkeit in km/h | Leistung in kW                 | Gewicht in kg                         | Akkutyp                                               | Reichweite in km                           | Preis in Euro                             | Basis-Modell |
| ------------------------------------------ | ------------------------- | ---------------------------------- | ----------------------------- | ------------------------------ | ------------------------------------- | ----------------------------------------------------- | ------------------------------------------ | ----------------------------------------- | ------------ |
| Deutschland                                | TiSTO                     | Luna 3.0                           | 25                            | 3,0                            | 85                                    | Lithium-Ionen (60 V/26 Ah)                            | je nach Akku 65 bis 130                    | je nach Akku von 3.190 bis 4.030          |              |
| Deutschland                                | TiSTO                     | Sunshine 3.0                       | 25                            | 3,0                            | 85                                    | Lithium-Ionen (72 V/29 Ah)                            | je nach Akku 65 bis 130                    | je nach Akku von 3.240 bis 4.230          |              |
| Deutschland                                | TiSTO                     | Berlin 3.0                         | 25                            | 3,0                            | 85                                    | Lithium-Ionen (72 V/29 Ah)                            | je nach Akku 65 bis 130                    | je nach Akku von 3.190 bis 4.190          |              |
| Italien                                    | Askoll                    | eS1                                | 25 oder 45                    | 1,5                            | 71                                    | Lithium-Ionen (54 V/19,4 Ah)                          | 40 (80)                                    | 2.290                                     |              |
| Deutschland                                | emco electroroller GmbH   | NOVI                               | je nach Akku 25 bis 45        | 1,5                            | 80                                    | Lithium-Ionen (28 V/37 Ah)                            | je nach Akku 65 bis 130                    | je nach Akku von 3.449 bis 4.999          |              |
| Deutschland                                | emco electroroller GmbH   | NOVANTIC                           | je nach Akku 25 bis 45        | 2                              | 86                                    | Lithium-Ionen (28 V/37 Ah)                            | je nach Akku 65 bis 130                    | je nach Akku von 3.749 bis 5.299          |              |
| Deutschland                                | emco electroroller GmbH   | NOVA                               | je nach Akku 25 bis 45        | 3                              | 79                                    | Lithium-Ionen (28 V/37 Ah)                            | je nach Akku 65 bis 130                    | je nach Akku von 4.049 bis 5.999          |              |
| Deutschland                                | Elektroroller Futura      | Elettrico                          | 25                            | 1,2                            | 100                                   | Blei-Gel-Akku 60 V/20 Ah                              | 60                                         | 1199                                      |              |
| Deutschland                                | Elektroroller Futura      | ONE                                | 25                            | 2                              | 97                                    | Blei-Gel-Akku 60 V/20 Ah                              | 60                                         | 1299                                      |              |
| China Volksrepublik Deutschland            | EGRET                     | EGRET One                          | 6 / 20 / 35                   | 0,25                           | 15                                    | Lithium-Eisen-Phosphat 36 V/8 Ah                      | 28 / 23 / 19                               | 945                                       |              |
| Deutschland Europa                         | Trinity Electric Vehicles | Venus                              | 25–27                         | 2,0–2,5                        | inkl. Batterie: ca. 77                | Lithium (60 V/28 Ah)                                  | min. 75                                    | 2.549                                     |              |
| Deutschland Europa                         | Trinity Electric Vehicles | Uranus                             | 25–27                         | 3,0                            | 95                                    | Lithium (60 V/28 Ah)                                  | min. 71                                    | 3.099                                     |              |
| Deutschland Europa                         | GOVECS                    | GO! S1.3                           | 25 / 45                       | 1,5                            | Roller inkl. Wechselbatterie: ca. 100 | Lithium (72 V/ca. 1,5 kWh)                            | 30–50                                      | 3.994                                     |              |
| Deutschland Europa                         | GOVECS                    | GO! T1.3                           | 25 / 45                       | 1,5                            | Roller inkl. Wechselbatterie: ca. 100 | Lithium (72 V/ca. 1,5 kWh)                            | 30–50                                      | 4.595                                     |              |
| Deutschland                                | Kumpan electric           | 1950 Street (mit Straßenzulassung) | 20                            | 0,25                           | 17 (inkl. Akku)                       | Lithium-Ionen (36 V/8,5 Ah)                           | 30-40                                      | 1.799                                     |              |
| Deutschland                                | Kumpan electric           | 1950 Pure (ohne Straßenzulassung)  | 25                            | 0,25                           | 15,5 (inkl. Akku)                     | Lithium-Ionen (36 V/8,5 Ah)                           | 30-40                                      | 1.599                                     |              |
| China Volksrepublik Deutschland            | Leviate                   | GTR800 (B09sl)                     | 25                            | 0,8 (Kurzzeit-Spitze: 1,0)     | 120                                   | Blei-Gel 48 V/20 Ah                                   | circa 40                                   | 839                                       |              |
| China Volksrepublik Deutschland            | Leviate                   | Cruiser 23                         | 25                            | 1,5 (Kurzzeit-Spitze: 1,8)     | 125                                   | Blei-Gel 48 V/38 Ah                                   | circa 60–100                               | 1198                                      |              |
| Deutschland                                | MZ                        | Charly                             | 20                            | 0,75                           | 42                                    | Blei-Gel? 24 V/24 Ah                                  | 25                                         | 1595 ohne / 1695 mit Blinkanlage          |              |
| Deutschland                                | MZ                        | Charly EVO                         | 20                            | 1,0                            | 32                                    | Lithium-Ionen 48 V/17 Ah                              | 35                                         | 2940                                      |              |
| China Volksrepublik Osterreich             | PEDACO bike               | ECO bici                           | 25                            | 0,5                            | 75                                    | Blei-Silizium-Gel 48 V/14 Ah                          | bis 68 bei 20 km/h abhängig von Topografie | 990                                       |              |
| Vereinigte Staaten                         | Razor                     | E200S                              | 19,3                          | 0,2                            | 18                                    | Blei-Gel 24 V/7 Ah                                    | 12 in der Ebene                            | circa 200                                 |              |
| Deutschland                                | Rolektro                  | E-Joy 20 Blei-Gel                  | 20                            | 0,5                            | 42                                    | Blei-Gel (36 V/12 Ah)                                 | bis zu 30                                  | 989                                       |              |
| Deutschland                                | Rolektro                  | E-Joy 20 Lithium                   | 20                            | 0,5                            | 39                                    | Lithium (36 V/20 Ah)                                  | bis zu 45                                  | 1299                                      |              |
| Deutschland                                | Rolektro                  | E-Trike 15 V.2                     | 15                            | 1,0                            | 110                                   | Blei-Gel (60 V/20 Ah)                                 | bis zu 50                                  | 2149                                      |              |
| Deutschland                                | Rolektro                  | E-Trike 15 V.3                     | 15                            | 1,0                            | 86,5                                  | Lithium (60 V/30 Ah)                                  | bis zu 95                                  | 2619                                      |              |
| Deutschland                                | Rolektro                  | E-Trike 25 V.2                     | 25                            | 1,0                            | 110                                   | Blei-Gel (60 V/20 Ah)                                 | bis zu 55                                  | 2149                                      |              |
| Deutschland                                | Rolektro                  | E-Trike 25 V.3                     | 25                            | 1,0                            | 86,5                                  | Lithium (60 V/30 Ah)                                  | bis zu 75                                  | 2619                                      |              |
| Deutschland                                | Rolektro                  | E-Quad 15 V.2                      | 15                            | 1,0                            | 123                                   | Blei-Gel (60 V/20 Ah)                                 | bis zu 50                                  | 2449                                      |              |
| Deutschland                                | Rolektro                  | E-Quad 15 V.3                      | 15                            | 1,0                            | 99,5                                  | Lithium (60 V/30 Ah)                                  | bis zu 90                                  | 3119                                      |              |
| Deutschland                                | Rolektro                  | E-Quad 25 V.2                      | 25                            | 1,0                            | 123                                   | Blei-Gel (60 V/20 Ah)                                 | bis zu 50                                  | 2449                                      |              |
| Deutschland                                | Rolektro                  | E-Quad 25 V.3                      | 25                            | 1,0                            | 99,5                                  | Lithium (60 V/30 Ah)                                  | bis zu 80                                  | 3119                                      |              |
| Deutschland                                | Rolektro                  | E-Carrier 25 V.2                   | 25                            | 1,0                            | 125                                   | Blei-Gel (60 V/32 Ah)                                 | bis zu 70                                  | 2649 (ohne Koffer); 2949 (mit Koffer)     |              |
| Deutschland                                | Rolektro                  | E-Carrier 25 V.3                   | 25                            | 1,0                            | 90                                    | Lithium (60 V/32,5 Ah)                                | bis zu 90                                  | 3299 (ohne Koffer); 3599 (mit Koffer)     |              |
| Deutschland                                | SCUDDY                    | scuddy city                        | 20                            | 1,0                            | 27,5                                  | Lithium-Eisen-Phosphat 51,2 V/10 Ah                   | 40                                         | 2999                                      |              |
| Deutschland                                | SFM                       | Prima E 500W                       | 20 bzw. 25                    | 0,5                            | circa 60                              | Blei-Gel 48 V/14 Ah Lithium-Ionen-Mangan 48 V/14 Ah   | bis zu 50                                  | 1099 Blei-Gel / 1399 Lithium-Ionen-Mangan |              |
| Deutschland                                | Tante Paula               | Ferdinand I.                       | 20                            | 0,5                            | ca. 25                                | Blei-Gel 24 V/10 Ah                                   | 15                                         | 899                                       |              |
| Deutschland                                | Tante Paula               | Ferdinand II.                      | 20                            | 0,5                            | Roller: 28                            | Blei-Gel 36 V/10 Ah bzw.36 V/15 Ah (Langstreckenakku) | 18/25                                      | 1295                                      |              |
| Deutschland                                | Tante Paula               | Ferdinand III.                     | 20                            | 0,5, (kurzzeitig (Turbo): 0,8) | Roller: 30, Akku: 13                  | 36 V/12 Ah Blei-Silizium-Gel                          | 30                                         | 1299                                      |              |
| Deutschland                                | Tante Paula               | Maximilian II.                     | 32                            | 1                              | Roller: 30, Akku: 13                  | 36 V/12 Ah Blei-Silizium-Gel                          | 25                                         | 1885                                      |              |
| Vereinigte Staaten Niederlande Deutschland | TRIKKE                    | eV6.1                              | 20 / 25                       | 0,35                           | Fahrzeug: 19,7, Akku: 4               | 48 V/11,25 Ah (540Wh), Li-Ion Panasonic Cells         | 40                                         | 2941                                      |              |
| Deutschland                                | Elektroroller Futura      | ONE                                | 25 / 45                       | 2                              | 98                                    | Blei-Gel-Akku 60 V/20 Ah                              | 60                                         | 1299                                      |              |
| Deutschland                                | Elektromobil Muldex-GmbH  | ECO ENGEL 501                      | 6 / 15 / 25                   | 1                              | 100                                   | Blei-Akku 60 V/20 Ah                                  | 60                                         | 1719                                      |              |
| Deutschland                                | Muldex-GmbH               | ECO ENGEL 500                      | 6 / 15 / 25                   | 1                              | 100                                   | Blei-Akku 60 V/20 Ah                                  | 60                                         | 1719                                      |              |
| Deutschland                                | Muldex-GmbH               | ECO ENGEL 510                      | 6 / 15 / 25                   | 1                              | 120                                   | Blei-Akku 60 V/20 Ah                                  | 60                                         | 1869                                      |              |
| Deutschland                                | Muldex-GmbH               | ECO ENGEL 520                      | 6 / 15 / 25                   | 0,5                            | 120                                   | Blei-Akku 60 V/20 Ah                                  | 60                                         | 1969                                      |              |

## Fahrzeuge bis 45 km/h
| Land                                   | Marke                        | Modell                        | Höchstgeschwindigkeit in km/h                  | Leistung in kW              | Gewicht in kg                                                  | Akkutyp                                                       | Reichweite in km                                                                  | Brutto-Preis in Euro                                        | Basis-Modell           |
| -------------------------------------- | ---------------------------- | ----------------------------- | ---------------------------------------------- | --------------------------- | -------------------------------------------------------------- | ------------------------------------------------------------- | --------------------------------------------------------------------------------- | ----------------------------------------------------------- | ---------------------- |
| Deutschland                            | TiSTO                        | Luna 3.0                      | 45                                             | 3,0                         | 85                                                             | Lithium-Ionen (60 V/26 Ah)                                    | je nach Akku 65 bis 130                                                           | je nach Akku von 3.190 bis 4.030                            |                        |
| Deutschland                            | TiSTO                        | Sunshine 3.0                  | 45                                             | 3,0                         | 85                                                             | Lithium-Ionen (72 V/29 Ah)                                    | je nach Akku 65 bis 130                                                           | je nach Akku von 3.240 bis 4.230                            |                        |
| Deutschland                            | TiSTO                        | Berlin 3.0                    | 45                                             | 3,0                         | 85                                                             | Lithium-Ionen (72 V/29 Ah)                                    | je nach Akku 65 bis 130                                                           | je nach Akku von 3.190 bis 4.190                            |                        |
| Deutschland                            | TiSTO                        | Berlin 3.0 Delivery           | 45                                             | 3,0                         | 97                                                             | Lithium-Ionen (72 V/29 Ah)                                    | 130                                                                               | 4.620                                                       |                        |
| China Volksrepublik Schweiz            | Ecooter                      | E1S                           | 45                                             | 4                           | 82                                                             | Lithium Zellen (2.6 kWh)                                      | 60                                                                                | 3490 CHF                                                    |                        |
| China Volksrepublik Schweiz            | Ecooter                      | E2 S                          | 45                                             | 4                           | 78                                                             | Lithium Zellen (2.6 kWh)                                      | 60                                                                                | 3690 CHF                                                    |                        |
|                                        |                              |                               |                                                |                             |                                                                |                                                               |                                                                                   |                                                             |                        |
| Italien                                | Askoll                       | eS2                           | 45                                             | 2,2                         | 82                                                             | Lithium-Ionen 2 × 54 V/19,4 Ah (2,1 kWh)                      | 71                                                                                | 2.990                                                       |                        |
| Italien                                | Askoll                       | eS1                           | 25 oder 45                                     | 1,5                         | 71                                                             | Lithium-Ionen 54 V/19,4 Ah (1,0 kWh)                          | 40 (80)                                                                           | 2.290                                                       |                        |
| Italien                                | Askoll                       | NGS1                          | 45                                             | 1,5                         | 71                                                             | Lithium-Ionen 54 V/19,4 Ah (1,0 kWh)                          | 40 (80)                                                                           | 2.690                                                       |                        |
| Italien                                | Askoll                       | NGS2                          | 45                                             | 2,2                         | 82                                                             | Lithium-Ionen 2 × 54 V/19,4 Ah (2,1 kWh)                      | 71                                                                                | 3.690                                                       |                        |
| China Volksrepublik Osterreich         | Bimie                        | il Primo                      | 45                                             | 2,5                         | 62                                                             | Lithium (48 V/2,8 kWh)                                        | 98                                                                                | 2.190                                                       |                        |
| China Volksrepublik Osterreich         | Bimie                        | Grazie Flow 45                | 45                                             | 2,5                         | 100                                                            | Lithium (48 V/2,8 kWh)                                        | 98                                                                                | 2.890                                                       |                        |
| China Volksrepublik Osterreich         | Bimie                        | Grazie City 45                | 45                                             | 3,7                         | 100                                                            | Lithium (72 V/3,6 kWh)                                        | 110                                                                               | 3.790                                                       |                        |
| Deutschland                            | Elektroroller Futura         | Eagle Li                      | 45                                             | 2                           | 97                                                             | Lithium-Ionen (60 V/20 Ah) Blei-Gel (60 V/20 Ah)              | 60                                                                                | 1799 1499                                                   |                        |
| Deutschland                            | Elektroroller Futura         | CLASSICO                      | 45                                             | 3                           | 110                                                            | Blei-Gel-Akku 72 V/20 Ah                                      | 50                                                                                | 1599                                                        |                        |
| Deutschland                            | Elektroroller Futura         | Elettrico                     | 45                                             | 1,2                         | 100                                                            | Blei-Gel-Akku 60 V/20 Ah                                      | 60                                                                                | 1199                                                        |                        |
| Deutschland                            | emco electroroller GmbH      | NOVI                          | je nach Akku 25 bis 45                         | 1,5                         | 80                                                             | Lithium-Ionen (28 V/37 Ah)1                                   | je nach Akku 65 bis 130                                                           | je nach Akku von 3.449 bis 4.999                            |                        |
| Deutschland                            | emco electroroller GmbH      | NOVANTIC                      | je nach Akku 25 bis 45                         | 2                           | 86                                                             | Lithium-Ionen (28 V/37 Ah)1                                   | je nach Akku 65 bis 130                                                           | je nach Akku von 3.749 bis 5.299                            |                        |
| Deutschland                            | emco electroroller GmbH      | NOVA                          | je nach Akku 25 bis 45                         | 3                           | 79                                                             | Lithium-Ionen (28 V/37 Ah)1                                   | je nach Akku 65 bis 130                                                           | je nach Akku von 4.049 bis 5.999                            |                        |
| China Volksrepublik                    | NIU                          | N1S                           | 45                                             | 2,4                         | 95                                                             | Lithium (60 V/29 Ah)                                          | 80                                                                                | 2.699                                                       |                        |
| China Volksrepublik                    | NIU                          | M1 Pro                        |                                                | 1,2                         | 58                                                             | Lithium (48 V/26 Ah)                                          | 70-80                                                                             | 2.299                                                       |                        |
| Deutschland China Volksrepublik        | UNU                          | Scooter Classic 2.0           | 45-50                                          | 1, 2 oder 3                 | 67 77 (mit 2tem Akku)                                          | Lithium (50,4 V/28,5 Ah)                                      | 50 100 (mit 2tem Akku)                                                            | 1.799 / 2.299 / 2.799 2.489 / 2.989 / 3.489 (mit 2tem Akku) | 1 kW, 1 Akku           |
| Deutschland China Volksrepublik        | UNU                          | Scooter (2019)                | 45-50                                          | 2, 3 oder 4                 | 81,5 90,5 (mit 2 Akkus)                                        | Lithium (50,4 V/28,5 Ah) 1                                    | 50 100 (mit 2 Akkus)                                                              | 2.299 / 3.299 / 3.899 3.089 / 4.089 / 4.689 (mit 2 Akkus)   | 2 kW, 1 Akku           |
| Deutschland Europa                     | Trinity Electric Vehicles    | Venus                         | 45–55                                          | 2,0–2,5                     | 75                                                             | Lithium (60 V/28 Ah)                                          | 65                                                                                | 2.599                                                       |                        |
| Deutschland Europa                     | Trinity Electric Vehicles    | Venus                         | 45–55                                          | 2,0–2,5                     | 79                                                             | Lithium (60 V/40 Ah)                                          | 90                                                                                | 3.099                                                       |                        |
| Deutschland Europa                     | Trinity Electric Vehicles    | Uranus                        | 45–55                                          | 3,0                         | 95                                                             | Lithium (60 V/28 Ah)                                          | 60                                                                                | 2.999                                                       |                        |
| Deutschland Europa                     | Trinity Electric Vehicles    | Uranus                        | 45–55                                          | 3,0                         | 98                                                             | Lithium (60 V/40 Ah)                                          | 85                                                                                | 3.499                                                       |                        |
| Deutschland Europa                     | Trinity Electric Vehicles    | Romex                         | 45–55                                          | 3,0                         | 100                                                            | Lithium (60 V/28 Ah)                                          | 60                                                                                | 3.199                                                       |                        |
| Deutschland Europa                     | Trinity Electric Vehicles    | Romex                         | 45–55                                          | 3,0                         | 103                                                            | Lithium (60 V/4 Ah)                                           | 85                                                                                | 3.699                                                       |                        |
| Deutschland Europa                     | Trinity Electric Vehicles    | Neptun                        | 45–55                                          | 3,0                         | 105                                                            | Lithium (60 V/28 Ah)                                          | 60                                                                                | 3.199                                                       |                        |
| Deutschland Europa                     | Trinity Electric Vehicles    | Neptun                        | 45–55                                          | 3,0                         | 109                                                            | Lithium (60 V/40 Ah)                                          | 85                                                                                | 3.699                                                       |                        |
| Deutschland Europa                     | Trinity Electric Vehicles    | Delivery                      | 45–55                                          | 3,0                         | 83                                                             | Lithium (60 V/28 Ah)                                          | 60                                                                                | 3.099                                                       |                        |
| Deutschland Europa                     | Trinity Electric Vehicles    | Delivery                      | 45–55                                          | 3,0                         | 87                                                             | Lithium (60 V/40 Ah)                                          | 90                                                                                | 3.599                                                       |                        |
| Deutschland Europa                     | Trinity Electric Vehicles    | Delivery                      | 45–55                                          | 3,0                         | 95                                                             | Lithium (60 V/50 Ah)                                          | 105                                                                               | 3.879                                                       |                        |
| Deutschland Europa                     | Trinity Electric Vehicles    | Delivery                      | 45–55                                          | 3,0                         | 103                                                            | Lithium (60 V/75 Ah)                                          | 150                                                                               | 4.299                                                       |                        |
| China Volksrepublik Schweiz            | Creativ Solar / Swiss finish | EM-37                         | 45                                             | 1,5                         | 95                                                             | Gel 60 V/20 Ah                                                | 45                                                                                | 2800 CHF                                                    |                        |
| China Volksrepublik Schweiz            | Creativ Solar / Swiss finish | EM-45                         | 45                                             | 1,5                         | 112                                                            | Gel 72 V/20 Ah                                                | 45                                                                                | 2400 CHF / 3110 CHF LiIo                                    |                        |
| Deutschland Europa                     | E-Faro                       | Shanghai                      | 45                                             | 1                           | 80 inkl. Akku                                                  | Lithium-Ionen (72 V/20 Ah)                                    | 50                                                                                | 1.699                                                       |                        |
| Deutschland Europa                     | E-Faro                       | Roma                          | 45                                             | 2                           | 85 inkl. Akku                                                  | Lithium-Ionen (72 V/20 Ah)                                    | 50                                                                                | 2.299                                                       |                        |
| Deutschland Europa                     | E-Faro                       | Napoli                        | 45                                             | 1,5                         | 90 inkl. Akku                                                  | Lithium-Ionen (72 V/20 Ah)                                    | 50                                                                                | 2.499                                                       |                        |
| Vereinigte Staaten                     | eGo                          | Helio                         | 37 (auch auf 20 beziehungsweise 25 drosselbar) | 1,75                        | 59                                                             | Blei-Gel 24 V/34 Ah                                           | 32 bei 37 km/h; 40 bei 27 km/h                                                    | 1690                                                        |                        |
| China Volksrepublik Deutschland        | ELBIKE                       | TDP 323 Z Modell 2010         | 45                                             | 0,75                        | 59                                                             | Blei-Glasfaservlies 48 V/16 Ah                                | maximal 50                                                                        | 1780                                                        |                        |
| China Volksrepublik Schweiz            | ETRIX                        | S4                            | 45                                             | 3                           | 105                                                            | Li-on                                                         | 65                                                                                | 4900 CHF                                                    |                        |
| China Volksrepublik Deutschland        | E-MAX                        | City 80 L                     | 45                                             | 1,2 (2,0 Spitze)            | 68                                                             | Lithium-Ionen 48 V/20 Ah                                      | 38–60                                                                             | 2795                                                        |                        |
| China Volksrepublik Deutschland        | E-MAX                        | 90 S                          | 45                                             | 2,75 (3,85 mit Booster)     | 150                                                            | Blei-Silizium-Gel 48 V/40 Ah                                  | 60                                                                                | 2995                                                        |                        |
| China Volksrepublik Deutschland        | E-MAX                        | 110 S                         | 45                                             | 2,75 (3,85 mit Booster)     | 181                                                            | Blei-Silizium-Gel 48 V/60 Ah                                  | 90                                                                                | 3295                                                        |                        |
| China Volksrepublik Deutschland        | emco                         | Novi                          | 45 (auch auf 20 oder 25 einstellbar)           | 1,5                         | 85                                                             | Lithium-Ionen 48 V/28 Ah1 (56 Ah mit 2 Akku möglich)          | 50 (100 mit 2 Akku möglich)                                                       | 3299                                                        |                        |
| China Volksrepublik Deutschland        | emco                         | Novum / Novum Li              | 45 (auch auf 20 oder 25 einstellbar)           | 3,0                         | 144 / 123                                                      | Blei-Silizium-Gel 48 V/40 Ah Lithium-Ionen 48 V/60 Ah         | 65 / 100                                                                          | 2599 / 4599                                                 |                        |
| China Volksrepublik Deutschland        | emco                         | Novax / Novax Li              | 45 (auch auf 20 oder 25 einstellbar)           | 4,0                         | 145 / 124                                                      | Blei-Silizium-Gel 48 V/40 Ah Lithium-Ionen 48 V/60 Ah         | 55 / 100                                                                          | 3199 / 4799                                                 |                        |
| China Volksrepublik Deutschland        | emco                         | Novantic                      | 45 (auch auf 25 einstellbar)                   | 2,0                         | 92 (mit 1 Akku) 102 (mit 2 Akkus)                              | Lithium-Ionen 48 V/28 Ah1 (56 Ah mit 2. Akku)                 | 50 (mit 1 Akku) 100 (mit 2 Akkus)                                                 | 3549 (mit 1 Akku) 4439 (mit 2 Akkus)                        |                        |
| China Volksrepublik Niederlande        | EPED                         | R1-Powerboard                 | 33                                             | 0,8 (Kurzzeit-Spitze: 1,05) | 27                                                             | Blei-Gel 36 V/29,2 Ah                                         | circa 30                                                                          | 495 ohne Lichtanlage                                        |                        |
| China Volksrepublik Osterreich         | E-Sprit elektromobile        | Silenzio 45 Lithium           | 45                                             | 2,0                         | 105                                                            | 16 Zellen Lithium-Eisen-Phosphat 48 V/40 Ah                   | 50–100                                                                            | 3390                                                        | ERider Beauty          |
| China Volksrepublik Osterreich         | E-Sprit elektromobile        | Silenzio 60V hi.power 2011    | 45                                             | 2,0                         | 108                                                            | 19 Zellen Lithium-Eisen-Phosphat 60 V/40 Ah                   | 70–125                                                                            | k. A.                                                       |                        |
| China Volksrepublik Deutschland        | e-tropolis                   | Future                        | 45                                             | 2,0                         | 130                                                            | Blei-Silizium-Gel 60 V/38 Ah > 450 Ladezyklen                 | bis zu 70 (bei 80 kg Fahrergewicht)                                               | 1995                                                        |                        |
| Taiwan Deutschland                     | EVT-Scooter                  | 168                           | 45                                             | 2,8                         | 128                                                            | Blei-Gel 48 V/50 Ah                                           | 70                                                                                | 2790                                                        |                        |
| Taiwan Deutschland                     | EVT-Scooter                  | 4000e                         | 45                                             | 2,8                         | 125                                                            | Blei-Gel 48 V/50 Ah                                           | 70                                                                                | 2690                                                        |                        |
| China Volksrepublik Schweiz            | ecoro GmbH                   | Syra 45                       | 45                                             | 3                           | 100                                                            | Lithium-Ionen (48 V/2,5 kWh)                                  | 80                                                                                | Ab 2900 CHF                                                 |                        |
| China Volksrepublik Schweiz            | ecoro GmbH                   | Velox 45                      | 45                                             | 3                           | 100                                                            | Lithium-Ionen (48 V/2,5 kWh)                                  | 80                                                                                | Ab 2900 CHF                                                 |                        |
| China Volksrepublik Deutschland        | Flex Tech                    | eco-Flash 2000                | 45 (auch auf 20 beziehungsweise 25 drosselbar) | 2,0                         | 144                                                            | Blei-Gel 48 V/38 Ah                                           | circa 50                                                                          | 999 bis 1660                                                |                        |
| Deutschland Europa China Volksrepublik | GENATA                       | Super Power                   | 45                                             | 1,5                         | 47 inkl. Batterie                                              | Lithium-Polymer-Accu 54,6 V/28 Ah                             | circa 60                                                                          | 2850                                                        | [ 94 ]                 |
| Deutschland Europa                     | GOVECS                       | Schwalbe                      | 45                                             | 4                           | 135                                                            | Lithium-Ionen-Akku (2,4 bzw. 4,8 kWh)2                        | bis 125                                                                           | 5390 €                                                      |                        |
| Deutschland Europa                     | GOVECS                       | Flex                          | 45                                             | 2                           | 95 kg ohne Batterie                                            | Lithium-Ion, 40 Ah1                                           | bis 75                                                                            |                                                             |                        |
| Deutschland Europa                     | GOVECS                       | GO! S1.5                      | 45                                             | 2,1 (Nominalleistung)       | 120 inkl. Batterien ca.                                        | Lithium (72 V/ca. 2,1 kWh)                                    | 40–70                                                                             | -                                                           |                        |
| Deutschland Europa                     | GOVECS                       | GO! T1.5                      | 45                                             | 2,1 (Nominalleistung)       | 120 inkl. Batterien ca.                                        | Lithium (72 V/ca. 2,1 kWh)                                    | 40–70                                                                             | -                                                           |                        |
| Deutschland Europa                     | GOVECS                       | GO! S2.5                      | 45                                             | 3,0 (Nominalleistung)       | 120 inkl. Batterien ca.                                        | Lithium (72 V/ca. 3,0 kWh)                                    | 60–100                                                                            | -                                                           |                        |
| Deutschland Europa                     | GOVECS                       | GO! T2.5                      | 45                                             | 3,0 (Nominalleistung)       | 120 inkl. Batterien ca.                                        | Lithium (72 V/ca. 3,0 kWh)                                    | 60–100                                                                            | -                                                           |                        |
| Deutschland Europa                     | GOVECS                       | GO! S2.6                      | 45                                             | 4,2 (Nominalleistung)       | 130 inkl. Batterien ca.                                        | Lithium (72 V/ca. 4,2 kWh)                                    | 90–120                                                                            | -                                                           |                        |
| Deutschland Europa                     | GOVECS                       | GO! T2.6                      | 45                                             | 4,2 (Nominalleistung)       | 130 inkl. Batterien ca.                                        | Lithium (72 V/ca. 4,2 kWh)                                    | 90–120                                                                            | -                                                           |                        |
| Deutschland                            | GUF                          | GECO2                         | 45                                             | 2,5                         | 130 bei Blei-Silizium Gel, 85 bei drei Lithium-Polymer-Modulen | Blei-Silizium-Gel 48 V/45 Ah Lithium-Polymer auf Wunsch       | 55                                                                                | 2399, Lithium-Polymer-Variante gegen Aufpreis               |                        |
| China Volksrepublik Deutschland        | InnoScooter                  | EM2000                        | 45                                             | 2,5                         | 116                                                            | Blei-Glasfaservlies 48 V/40 Ah                                | 50                                                                                | 1899                                                        |                        |
| China Volksrepublik Deutschland        | InnoScooter                  | EM2500                        | 45                                             | 3,0                         | 116                                                            | Blei-Glasfaservlies 48 V/40 Ah                                | 45                                                                                | 2090                                                        |                        |
| China Volksrepublik Deutschland        | InnoScooter                  | EM2500L                       | 45                                             | 3,0                         | 85                                                             | Lithium-Polymer 48 V/42,5 Ah max. 1500 Ladezyklen             | 70                                                                                | 3690                                                        |                        |
| China Volksrepublik Deutschland        | InnoScooter                  | EM2500L                       | 45                                             | 3,0                         | 92                                                             | Lithium-Polymer 48 V/63 Ah max. 1500 Ladezyklen               | 100                                                                               | 4535                                                        |                        |
| China Volksrepublik Osterreich         | iO Scooter                   | 1500GT                        | 45                                             | 2,2 (3,5 mit Booster)       | 126                                                            | Blei-Silizium-Gel 48 V/38 Ah > 350 Ladezyklen                 | 40–60                                                                             | 2290                                                        |                        |
| China Volksrepublik Osterreich         | iO Scooter                   | Florenz 2011                  | 45                                             | 3,5 (mit Sinusmodulation)   | 143                                                            | Blei-Silizium-Gel 48 V/46 Ah > 350 Ladezyklen                 | 60–80                                                                             | 2790                                                        | IO Florenz             |
| China Volksrepublik Osterreich         | iO Scooter                   | Florenz 2008, Florenz classic | 45                                             | 2,2 (3,5 mit Booster)       | 143                                                            | Blei-Silizium-Gel 48 V/38 Ah > 350 Ladezyklen                 | 40–60                                                                             | 2600                                                        |                        |
| Deutschland                            | Kreidler                     | Galactica 2.0 Electro         | 45 oder 25                                     | 3,0                         | 115                                                            | Lithium-Batterie                                              | 70                                                                                | 2999                                                        |                        |
| Deutschland                            | Kreidler                     | Hiker 2.0 Electro             | 45 oder 25                                     | 3,0                         | 145                                                            | keine Angaben                                                 | 70                                                                                | 2199                                                        |                        |
| Deutschland                            | Kreidler                     | e-Florett 3.0                 | 45                                             | 4,0                         | 118                                                            | Li-Ion 48 V/40 Ah                                             | 60                                                                                | 3499                                                        |                        |
| Deutschland                            | Kumpan electric              | 1954 L                        | 45 (oder gedrosselt auf 25)                    | 2,0 (2,8 mit Boost-Modus)   | 114,5 kg (bei drei Akkus)                                      | Lithium-Ionen (51 V/29 Ah)                                    | 150 Kilometer (mit drei Akkus)                                                    | 3.999 (mit 1 Akku) 4.998 (mit 2 Akkus) 5.997 (mit 3 Akkus)  |                        |
| Deutschland                            | Kumpan electric              | 1953                          | 45 (oder gedrosselt auf 25)                    | 2,0 (2,5 mit Boost-Modus)   | 94,5 kg (bei drei Akkus)                                       | Lithium-Ionen (51 V/29 Ah)                                    | 150 Kilometer (mit drei Akkus)                                                    | 3.849 (mit 1 Akku) 4.848 (mit 2 Akkus) 5.847 (mit 3 Akkus)  |                        |
| Deutschland                            | Kumpan electric              | 54i:nspire                    | 45 (oder gedrosselt auf 25)                    | 3                           | 92-112 (bei 1-3 Akkus)                                         | Lithium-Ionen (51 V/29 Ah)1                                   | 135-185 (mit drei Akkus)                                                          |                                                             |                        |
| Deutschland                            | Kumpan electric              | 54i:conic                     | 45                                             | 4                           | 92-112 (bei 1-3 Akkus)                                         | Lithium-Ionen (51 V/29 Ah)1                                   | 135-185 (mit drei Akkus)                                                          |                                                             |                        |
| China Volksrepublik Deutschland        | Leviate                      | GTR1000 (B09)                 | 45                                             | 1,0                         | 120                                                            | Blei-Gel 48 V/30 Ah                                           | 40                                                                                | 839                                                         |                        |
| China Volksrepublik Deutschland        | Leviate                      | GTR1500                       | 45                                             | 1,5                         | 125                                                            | Blei-Gel 48 V/36 Ah                                           | circa 45                                                                          | 1178                                                        |                        |
| China Volksrepublik Deutschland        | Leviate                      | Cruiser 690                   | 45                                             | 1,5                         | 120                                                            | Blei-Gel 72 V/20 Ah                                           | circa 35–55                                                                       | 1198                                                        |                        |
| China Volksrepublik Deutschland        | Leviate                      | Sprinter 60                   | 45                                             | 3,0                         | 126,5                                                          | Lithium-Ionen 48 V/60 Ah                                      | bis zu 150 (bei sehr langsamer Fahrweise)                                         | 2500 bis 3500                                               |                        |
| China Volksrepublik Deutschland        | LUIS                         | GTS Elektro                   | 45                                             | 2,0                         | 154                                                            | Blei-Silizium-Gel, 48 V/38 Ah                                 | 50–80                                                                             | 1999                                                        |                        |
| Schweiz                                | Mobilec                      | 803                           | 35                                             | 0,8                         | 92                                                             | Blei-Gel 24 V wahlweise 40 Ah oder 50 Ah 350 Ladezyklen       | 25 beziehungsweise 35                                                             | 2097 (CHF 2550, Wechselkurs 02.06.2011)                     |                        |
| China Volksrepublik Deutschland        | Murschel bewegt              | Soley                         | 45                                             | 3,0                         | circa 129                                                      | Blei-Silizium-Gel 48 V/38 Ah Lithium-Ionen 48 V/60 Ah         | 40–60 / 50–100                                                                    | 1990 für Blei-Silizium-Gel / 3290 für Lithium               |                        |
| China Volksrepublik Deutschland        | Murschel bewegt              | Velvio                        | 45                                             | 3,0                         | circa 129                                                      | Blei-Silizium-Gel 48 V/38 Ah Lithium-Ionen 48 V/60 Ah         | 40–60 / 60–80                                                                     | 1949 für Blei-Silizium-Gel / 3245 für Lithium               |                        |
| Italien Schweiz                        | PEDA                         | 3000 Express Delivery         | 45                                             | 3,0                         | 108                                                            | Lithium-Ionen 60 V 52 Ah                                      | 80-90                                                                             | 4885                                                        | Verschiedene Aufbauten |
| China Volksrepublik Osterreich         | PEDACO                       | Turtle King                   | 45                                             | 2                           | 115                                                            | Blei-Silizium-Gel 48 V/34 Ah                                  | 75 kg Belastung 30 km/h ca. 86; 45 km/h ca. 55 je nach Topografie unterschiedlich | 1790                                                        |                        |
| China Volksrepublik Osterreich         | PEDACO                       | Skywalker                     | 45                                             | 2                           | 123                                                            | Blei-Silizium-Gel 60 V/40 Ah                                  | 75 kg Belastung 30 km/h ca. 100; 45 km/h ca. 70; abhängig von der Topografie      | 2790                                                        |                        |
| Frankreich                             | Peugeot                      | e-Vivacity                    | 45                                             | 3,00                        | 115                                                            | Lithium-Ionen                                                 | bis 60                                                                            | 3599                                                        |                        |
| China Volksrepublik Deutschland        | Rex                          | RS E-Rex                      | 45 (auch als 25 erhältlich)                    | 1,5                         | 145                                                            | Blei-Silizium-Gel 48 V/40 Ah                                  | bis zu 65 (Maximalwert bei Drosselung auf 25 km/h)                                | 1599                                                        |                        |
| Deutschland                            | SCUDDY                       | scuddy sport                  | 35                                             | 1,5                         | 27,5                                                           | Lithium-Eisen-Phosphat 51,2 V/10 Ah                           | 30                                                                                | 3499                                                        |                        |
| Deutschland                            | SFM                          | Prima E 800W                  | 42                                             | 0,8                         | circa 60                                                       | Lithium-Eisen-Phosphat 48 V/20 Ah                             | 50                                                                                | 1799                                                        |                        |
| China Volksrepublik Deutschland        | Solar                        | SC-25                         | 45                                             | 2,5                         | 116                                                            | Blei-Silizium-Gel 48 V/40 Ah                                  | 40–50                                                                             | 1790                                                        |                        |
| China Volksrepublik Deutschland        | Solar                        | SCC-0620                      | 45                                             | 0,6                         | 98                                                             | Blei-Gel 48 V/20 Ah                                           | 40                                                                                | 1490                                                        |                        |
| China Volksrepublik Deutschland        | Solar                        | SCI 2038                      | 45                                             | 2,0                         | 124                                                            | Blei-Silizium-Gel 48 V/38 Ah                                  | 40–50                                                                             | 1890                                                        | ERider Beauty          |
| China Volksrepublik                    | Super SOCO                   | TC                            | 45                                             | 3                           | 84                                                             | Lithium-Ionen 60 V/30 Ah (pro Akku; max. 2)                   | 80                                                                                | 3290                                                        |                        |
| China Volksrepublik                    | Super SOCO                   | TS1200R                       | 45                                             | 2,4                         | 78                                                             | Lithium-Ionen 60 V/26 Ah (pro Akku; max. 2)                   | 60-70                                                                             | 2990                                                        |                        |
| Deutschland                            | Tante Paula                  | Maximilian II.                | 32                                             | 1,0                         | 43                                                             | 36 V/12 Ah Silizium                                           | 25                                                                                | 1885                                                        |                        |
| Deutschland                            | unu                          | unu                           | 45                                             | 1 / 2 / 3                   | 55                                                             | Lithium-Ionen 48 V/29 Ah                                      | mit einer Batterie 50 / mit zwei 2 Batterien 100                                  | ab 1.699                                                    |                        |
| China Volksrepublik Schweiz            | Vespino                      | E-3/45                        | 45                                             | 2,5                         | 103                                                            | Lithium-Ionen 48 V/47 Ah                                      | 80–100                                                                            | 5140 (CHF 6250, Wechselkurs 02.06.2011)                     |                        |
| Deutschland China Volksrepublik        | V-RIDER                      | E2GO                          | 45 (auch als 25 erhältlich)                    | 1,0                         | 93 / 70                                                        | Blei-Gel 36 V/42 Ah Lithium-Ionen 50 V/28 Ah                  | >40                                                                               | 1599 / 2499                                                 |                        |
| Japan                                  | Yamaha                       | EC-03                         | 45                                             | 1,4                         | 56 inkl. Batterie                                              | 50 V/15 Ah                                                    | 20                                                                                | 2550                                                        |                        |
| Deutschland                            | Elektroroller Futura         | HAWK                          | 45                                             | 3                           | 95                                                             | Blei-Gel-Akku 72 V/20 Ah / Lithium-Ionen-Akku, 72 V/20 Ah1    | 60                                                                                | 1599 / 2199                                                 |                        |
| Deutschland                            | Elektroroller Futura         | ONE                           | 45 (auch als 25 erhältlich)                    | 2                           | 88                                                             | Lithium-Ionen 60 V / 20 Ah                                    | 60                                                                                | 1799                                                        |                        |
| Deutschland                            | Elektroroller Futura         | Elettrico Li                  | 45 (auch als 25 erhältlich)                    | 1,2                         | 70                                                             | Lithium-Ionen 60 V / 20 Ah                                    | 60                                                                                | 1799                                                        |                        |
| Deutschland                            | Elektroroller Futura         | Classico Li                   | 45                                             | 3                           | 89                                                             | Lithium-Ionen 72 V / 20 Ah1                                   | 50                                                                                | 2099                                                        |                        |
| Deutschland                            | Elektroroller Futura         | Eagle                         | 45                                             | 2                           | 110                                                            | Blei-Gel-Akku 60 V/20 Ah                                      | 60                                                                                | 1299                                                        |                        |
| Deutschland                            | Elektroroller Futura         | Falcon                        | 45                                             | 3,4                         | 95                                                             | Lithium-Ionen 72 V / 20 Ah                                    | 80                                                                                | 2399                                                        |                        |
| Deutschland                            | Elektroroller Futura         | Chopper X7                    | 40                                             | 2                           | 70                                                             | Lithium-Ionen 60 V / 20 Ah                                    | 50                                                                                | 1599                                                        |                        |
| Deutschland                            | Elektroroller Futura         | Chopper X9                    | 45                                             | 3                           | 70                                                             | Lithium-Ionen 60 V / 20 Ah                                    | 50                                                                                | 2199                                                        |                        |
| Deutschland                            | Elektroroller Futura         | Eagle Li                      | 45                                             | 2                           | 97                                                             | Lithium-Ionen 60 V / 20 Ah                                    | 60                                                                                | 1799                                                        |                        |
| Spanien                                | Torrot                       | MUVI City                     | 45                                             | 2,65                        | 85 kg (inkl. 2 Batterien von je 8 kg)                          | 2 × 48 V/25 Ah LiNiCoMn, entnehmbar; optional 36-Ah-Batterien | 85                                                                                | 4999                                                        |                        |
| Deutschland                            | Muldex-GmbH                  | ECO ENGEL 3000                | 45 (auch als 25 erhältlich)                    | 1,5                         | 270                                                            | Blei-Gel 72 V/52 Ah                                           | ca. 70                                                                            | 5869                                                        |                        |

1 Akku herausnehmbar 2 fest installiert

## Fahrzeuge bis 120 km/h
| Land                                               | Marke                        | Modell              | Höchstgeschwindigkeit in km/h | Leistung in kW                         | Gewicht in kg                  | Akkutyp                                                  | Reichweite in km                                                                      | Brutto-Preis in Euro      | Basis-Modell |
| -------------------------------------------------- | ---------------------------- | ------------------- | ----------------------------- | -------------------------------------- | ------------------------------ | -------------------------------------------------------- | ------------------------------------------------------------------------------------- | ------------------------- | ------------ |
| Deutschland                                        | TiSTO                        | Luna 5.0            | 90                            | 5,0                                    | 85                             | Lithium-Ionen (60 V/26 Ah)                               | 100                                                                                   | 5.380                     |              |
| Deutschland                                        | TiSTO                        | Sunshine 6.0        | 110                           | 8,0                                    | 85                             | Lithium-Ionen (72 V/29 Ah)                               | 100                                                                                   | 5.780                     |              |
| Deutschland                                        | TiSTO                        | Berlin 6.0          | 100                           | 7,0                                    | 85                             | Lithium-Ionen (72 V/29 Ah)                               | 100                                                                                   | 5.540                     |              |
| China Volksrepublik Schweiz                        | Ecooter                      | E1R                 | 80                            | 4                                      | 82                             | Lithium Zellen (2.6 kWh)                                 | 60                                                                                    | 4490 CHF                  |              |
| China Volksrepublik Schweiz                        | Ecooter                      | E2R                 | 80                            | 4                                      | 78                             | Lithium Zellen (2.6 kWh)                                 | 60                                                                                    | 4950 CHF                  |              |
| China Volksrepublik Schweiz                        | Ecooter                      | E2 Max              | 80                            | 4                                      | 78                             | Lithium Zellen (1.8 kWh)                                 | 80                                                                                    | 4950 CHF                  |              |
| China Volksrepublik Schweiz                        | Ecooter                      | E5                  | 100                           | 8                                      | 110                            | Lithium Zellen (5.4 kWh)                                 | 100                                                                                   | 7450 CHF                  |              |
| Italien                                            | Askoll                       | eS3                 | 66                            | 2,7                                    | 86                             | Lithium-Ionen 2 × 54 V / 26,1 Ah 2,8 kWh                 | 96                                                                                    | 3.590                     |              |
| Italien                                            | Askoll                       | NGS3                | 66                            | 2,7                                    | 83                             | Lithium-Ionen 2 × 54 V / 26,1 Ah 2,8 kWh                 | 96                                                                                    | 4.290                     |              |
| China Volksrepublik                                | NIU                          | NGT                 | 70                            | 3                                      |                                | Lithium (2 × 60 V/35 Ah)                                 | 100+                                                                                  | 4.499                     |              |
| China Volksrepublik Osterreich                     | Bimie                        | Sorriso Cruise      | 70                            | 5                                      | 100                            | Lithium (72 V/3,6 kWh)                                   | 90                                                                                    | 3790                      |              |
| China Volksrepublik Osterreich                     | Bimie                        | Grazie Cruise       | 75                            | 5                                      | 100                            | Lithium (72 V/3,6 kWh)                                   | 90                                                                                    | 3890                      |              |
| China Volksrepublik Osterreich                     | Bimie                        | Grazie Sport        | 90                            | 8                                      | 110                            | Lithium (72 V/4,1 kWh)                                   | 90                                                                                    | 4590                      |              |
| China Volksrepublik Osterreich                     | Bimie                        | Prego Sport         | 92                            | 10                                     | 115                            | Lithium (72 V/5,4 kWh)                                   | 120                                                                                   | 5190                      |              |
| China Volksrepublik Osterreich                     | Bimie                        | Tigre               | 100                           | 10                                     | 149                            | Lithium (72 V/8,2 kWh)                                   | 170                                                                                   | 5990                      |              |
| Deutschland Europa                                 | Trinity Electric Vehicles    | Neptun R            | 75                            | 4 (peak 5)                             | 105                            | Lithium (72 V/28 Ah)                                     | 50                                                                                    | 3.799                     |              |
| Deutschland Europa                                 | Trinity Electric Vehicles    | Neptun R            | 75                            | 4 (peak 5)                             | 113                            | Lithium (2 × 72 V/28 Ah)                                 | 100                                                                                   | 4.899                     |              |
| Deutschland Europa                                 | Trinity Electric Vehicles    | Uranus R            | 75                            | 4 (peak 5)                             | 105                            | Lithium (72 V/28 Ah)                                     | 50                                                                                    | 3.799                     |              |
| Deutschland Europa                                 | Trinity Electric Vehicles    | Uranus R            | 75                            | 4 (peak 5)                             | 113                            | Lithium (2 × 72 V/28 Ah)                                 | 100                                                                                   | 4.899                     |              |
| Deutschland Europa                                 | Trinity Electric Vehicles    | Jupiter             | 120                           | 11 (peak 16)                           | 172                            | Lithium (72 V/80 Ah)                                     | 120                                                                                   | 5.899                     |              |
| Deutschland Europa                                 | Trinity Electric Vehicles    | Jupiter             | 120                           | 11 (peak 16)                           | 183                            | Lithium (72 V r/100 Ah)                                  | 160                                                                                   | 6.799                     |              |
| Deutschland Europa                                 | Trinity Electric Vehicles    | Jupiter             | 120                           | 11 (peak 16)                           | 194                            | Lithium (72 V/120 Ah)                                    | 200                                                                                   | 7.699                     |              |
| China Volksrepublik Schweiz                        | Creativ Solar / Swiss finish | EM-01               | 65                            | 3 / 5                                  | 175                            | Gel 60 V, 40 Ah                                          | 70                                                                                    | 3.600 CHF / 4.120 LiIo    | [ 152 ]      |
| Frankreich                                         | Eccity                       | Artelec 670         | 100                           | 6 (10)                                 | 140                            | Lithium Zellen (4,8 kWh)                                 | 100                                                                                   | 7.490                     |              |
| Frankreich                                         | Eccity                       | Artelec 870         | 120                           | 8 (11)                                 | 140                            | Lithium Zellen (4,8 kWh)                                 | 100                                                                                   | 7.990                     |              |
| China Volksrepublik Deutschland                    | emco                         | Novum 77            | 82                            | 5                                      | 130                            | Lithium-Ionen 60 V, 60 Ah                                | 80                                                                                    | 6.199                     |              |
| China Volksrepublik Schweiz                        | ecoro GmbH                   | Syra 90             | 90                            | 5,5 (peak 7)                           | 110                            | Lithium-Ionen (72 V/40-65 Ah) bzw. (2,9 bis 4,5 kWh)     | 80 bis 120                                                                            | ab 4.200 CHF              |              |
| China Volksrepublik Schweiz                        | ecoro GmbH                   | Velox 90            | 90                            | 4 (peak 7)                             | 110                            | Lithium-Ionen (72 V/40-65 Ah) bzw. (2,9 bis 4,5 kWh)     | 80 bis 120                                                                            | ab 4.100 CHF              |              |
| China Volksrepublik Schweiz                        | ecoro GmbH                   | Puma 120            | 120                           | 10 (peak 12.6)                         | 175                            | Lithium-Ionen (72 V, 100-150 Ah) bzw. (7,2 bis 10,8 kWh) | 150 bis 200                                                                           | ab 8.390 CHF              |              |
| China Volksrepublik Schweiz                        | ecoro GmbH                   | Tiger 100           | 100                           | 7 (peak 11)                            | 150                            | Lithium-Ionen (72 V,100 Ah) bzw. (7,2 kWh)               | 150                                                                                   | ab 7.890 CHF              |              |
| China Volksrepublik Schweiz                        | ecoro GmbH                   | Revo 90             | 90                            | 4 (peak 7)                             | 110                            | Lithium-Ionen (72 V/40-65 Ah) bzw. (2,9 bis 4,5 kWh)     | 80 bis 120                                                                            | ab 4.100 CHF              |              |
|                                                    | E-Sprit elektromobile        | Fury 100            | 100                           | 5 (peak 7,5)                           | 133                            | LiFePO4 76 V, 40 Ah, 24 Zellen                           | 100 bei 40 km/h, 70 bei 60 km/h, 45 bei 90–100 km/h, (je 80 kg Fahrer, ebene Strecke) | 50 bis 120                |              |
| China Volksrepublik Vereinigte Staaten Osterreich  | E-Sprit elektromobile        | Fury 100 hi.protect | 100                           | 5 (peak 7,5)                           | 133                            | LiFePO4 76 V, 40 Ah, 24 Zellen                           | 100 bei 40 km/h, 70 bei 60 km/h, 45 bei 90–100 km/h, (je 80 kg Fahrer, ebene Strecke) | 6.150                     |              |
| Deutschland Europa China Volksrepublik             | Genata                       | Simple F700         | 60                            | 2 × 0,8                                | 130 inkl. Batterie             | LifePo4 Batterie 60 V/20 Ah                              | circa 90                                                                              | 4.850                     |              |
| Deutschland Europa China Volksrepublik             | Genata                       | Simple F1500        | 100                           | 2 × 1,5                                | 130 inkl. Batterie             | LifePo4 Batterie 72 V/40 Ah                              | circa 90                                                                              | 6.560                     |              |
| Deutschland Europa                                 | GOVECS                       | Schwalbe            | 90                            | 8 kW                                   | 135                            | Bosch Lithium-Ionen-Akkus 4,8 kWh                        | 90                                                                                    | 6.900                     |              |
| Deutschland Europa                                 | GOVECS                       | GO! S3.6            | 83                            | 4,2 kW                                 | Roller inkl. Batterie: ca. 130 | Lithium (72 V/ca. 4,2 kWh)                               | 70–90                                                                                 | -                         |              |
| Deutschland Europa                                 | GOVECS                       | GO! T3.6            | 83                            | 4,2 kW                                 | Roller inkl. Batterie: ca. 130 | Lithium (72 V/ca. 4,2 kWh)                               | 60–90                                                                                 | -                         |              |
| China Volksrepublik Osterreich                     | Guewer                       | Classic 2000        | 60                            | 2                                      | 100                            | Blei-Silizium-Gel 48 V, 38 Ah                            | bis zu 65                                                                             | 1.495                     |              |
| China Volksrepublik Osterreich                     | Guewer                       | Retro 2000          | 65                            | 2                                      | 120                            | Blei-Silizium-Gel 48 V, 38 Ah                            | bis zu 65                                                                             | 1.749                     |              |
| China Volksrepublik Osterreich                     | Guewer                       | ePower 3000L        | 83                            | 3                                      | 140                            | Lithium-Ionen 60 V, 40 Ah                                | bis zu 120                                                                            | 4.790                     |              |
| China Volksrepublik Vereinigte Staaten Deutschland | Innoscooter                  | EM6000 Maxi         | 81                            | 5                                      | 135                            | Blei-Glasfaservlies 60 V, 50 Ah                          | 40, 55 (bei Drosselung auf 45 km/h)                                                   | 3.490                     |              |
| China Volksrepublik Vereinigte Staaten Deutschland | Innoscooter                  | EM6000 Maxi-Lithium | 90                            | 6                                      | 139                            | LiFeMnPO4 64 V, 40 Ah                                    | 65                                                                                    | 4.999                     |              |
| China Volksrepublik Osterreich                     | iO Scooter                   | Manhattan           | 80                            | 13 mit Rückwärtsgang und Rekuperation  | 148                            | LiFePO4 77 V, 60 Ah, > 1000 Ladezyklen                   | 80–130                                                                                | 7.240                     |              |
| China Volksrepublik Osterreich                     | iO Scooter                   | Vienna              | 72                            | 10 mit Rückwärtsgang und Rekuperation  | 125                            | LiFePO4 61 V, 60 Ah, > 1000 Ladezyklen                   | 60–100                                                                                | 5.240                     |              |
| China Volksrepublik Osterreich                     | iO Scooter                   | King Kong           | 72                            | 9,6 mit Rückwärtsgang und Rekuperation | 166                            | LiFePO4 61 V, 100 Ah, > 1000 Ladezyklen                  | 200–250                                                                               | 8.940                     |              |
| Deutschland                                        | Kumpan electric              | 1954 Ri S           | 100                           | 7                                      |                                |                                                          | 80, 100 (Aufpreis 1199€)                                                              | 6.198                     |              |
| Italien Schweiz                                    | PEDA                         | 3000 Legend         | 75                            | 3,0                                    | 100                            | Lithium-Ionen 72 V, 30 Ah                                | 50-60 (80-90 Aufpreis)                                                                | 4.425                     |              |
| Schweiz                                            | Quantya                      | Squter P1           | 80                            | 7                                      | 112                            | Lithium-Polymer 74 V, 40 Ah                              | 70                                                                                    | 8.473                     |              |
| China Volksrepublik Deutschland                    | Solar                        | SCI-3038            | 65                            | 3                                      | 135                            | Blei-Silizium-Gel 60 V, 38 Ah                            | 70–80                                                                                 | 2.390                     |              |
| China Volksrepublik Deutschland                    | Solar                        | SCP-4040 li.on      | 88                            | 4                                      | 120                            | LiFePO4 64 V, 40 Ah                                      | 100                                                                                   | 4.390                     |              |
| China Volksrepublik Polen                          | Vectrix                      | VX-1Li              | 110                           | 4 (peak 20)                            | 196                            | LiFePO4 125 V, 30 Ah, 3,75 kWh                           | bis 70                                                                                | 10.500 (1. Dezember 2013) |              |
| China Volksrepublik Polen                          | Vectrix                      | VX-1Li+             | 110                           | 4 (peak 20)                            | 210                            | LiFePO4 125 V, 42 Ah, 5,25 kWh                           | bis 120                                                                               | 12.200 (1. Dezember 2013) |              |
| China Volksrepublik Schweiz                        | Vespino                      | E-3                 | 70                            | 3                                      | 110                            | Lithium-Ionen 60 V, 40 Ah, 1000 Ladezyklen               | 50–70                                                                                 | 5.315 (3.6.2011)          |              |
| China Volksrepublik Schweiz                        | Vespino                      | E-4                 | 80                            | 4                                      | 129                            | Lithium-Ionen 64 V, 40 Ah, 1000 Ladezyklen               | 50–70                                                                                 | 6.134 (3.6.2011)          |              |
| Deutschland                                        | BMW                          | C evolution         | 120-129                       | 11-19                                  | 275                            | Lithium-Ionen 8-12,5 kWh (3 Module mit 60-94 Ah)         | 100-160                                                                               | 15.000                    |              |
| Deutschland                                        | Elektroroller Futura         | ROBO                | 75                            | 4                                      | 95                             | Lithium-Ionen 72 V, 40 Ah, 1000 Ladezyklen               | 135                                                                                   | 3.699                     |              |